# 路易·德·鲁弗鲁瓦
第二代圣西门公爵路易·德·鲁弗鲁瓦（法語：Louis de Rouvroy, duc de Saint-Simon；1675年1月16日—1755年3月2日），法国政治人物。父亲克劳德·德·鲁弗鲁瓦是路易十三的宠臣，早年从军，1702年进入凡尔赛宫，侍奉路易十四。1715年路易十四去世，在路易十五的摄政委员会任职，晚年在自己的庄园著书立说。

## 著作
- 《Memoirs of Duc De Saint-Simon 1691-1709 : Presented to the King》
- 《Memoirs of Duc de Saint-Simon 1710-1715 : The Bastards Triumphant》
- 《Memoirs of Duc De Saint-Simon 1715-1723 : Fatal Weakness》